# サブガール
サブガールは、日本の女性アイドルグループである。光海ひろあき。(ひろだくしょん。)のプロデュースにより、結成された。

## 概要
サブガールとは、サブカル（アニメ・漫画・ゲーム・映画・オカルト・電車…などオタク趣味ジャンル）を探究しながら、東京都内を中心にアイドル活動を行う女性アイドルグループ。
「好きなものは好きっていいなよ！」がコンセプトのサブカル探検ガールズ。

## 略歴

### 2014年
- 1月24日、Nゼロメンバー 高山りぱぽ莉沙・赤松ミオミオ美音のふたりで、「サブガール」が結成された[5]
- 3月15日、デビューシングル『ランブリングらぶりん』発売[6]
- 9月10日、神山すい、星名かい、柏木菜々[7]、プレサブガール(研究生)[8]として加入[9]
- 9月15日、加藤杏奈、プレサブガール(研究生)[8]として加入[10]
- 9月20日、プレサブガール(研究生)[8]デビュー[11]
- 10月、柏木菜々[7]、星名かい卒業[12][13]

### 2015年
- 1月31日、2ndシングル『ケサランパサラン』発売[14]
- 2月、加藤杏奈サブガール昇格[15]
- 2月27日、神山すい脱退[16]
- 7月26日、加藤杏奈卒業[17]
- 8月15日、3rdシングル 『セツナボンバイエ』発売[18]
- 9月9日、白川千夏 サブガールＱ(研究生)として加入[19]
- 2016年9月17日、ライブフェス「忍者WARS」1日目に出演[20]。
- 9月29日、エフエム世田谷『ラジオ東京音実劇場 ドンボルカン山口の生でダラダラ演らせてスペシャル』に出演[21]
- 11月10日、フジテレビ『そんなバカなマン』に出演[22]
- 11月15日、白川千夏、サブガール昇格、森日奈子加入[23]
- 11月24日、アイドルグループ「Bottom-Up!」始動[24]：高山莉沙、赤松美音、森日奈子の三名が兼任

## メンバー
| 名前     | よみ            | 生年月日              | 血液型 | 身長  | 出身地   | ニックネーム       | 好きなもの                       | 担当カラー | 備考                   |
| -------- | --------------- | --------------------- | ------ | ----- | -------- | ------------------ | -------------------------------- | ---------- | ---------------------- |
| 高山莉沙 | たかやま りさ   | 1993年8月2日（31歳）  | O型    | 158cm | 埼玉県   | りぱぽ             | 海鮮、だんごむし、ゾンビ         | 黄緑       | 元Nゼロ､Bottom-Up!兼任 |
| 赤松美音 | あかまつ みおん | 1993年5月4日（31歳）  | O型    | 154cm | 神奈川県 | みおみお、赤松     | 夕張メロン、歌う事               | 赤         | 元Nゼロ､Bottom-Up!兼任 |
| 白川千夏 | しらかわ ちなつ | 1994年6月26日（30歳） | O型    | 163cm | 栃木県   | ちーな、ちーちゃん | ミュージカル                     | 白         |                        |
| 森日奈子 | もり ひなこ     | 1999年5月7日（25歳）  | 不明   | 158cm | 東京都   | おひな             | アニメ・漫画、ハロープロジェクト | 黄         | Bottom-Up!兼任         |

## ディスコグラフィ
- ケサラン･パサラン [26]
- ヘッチャレンジャー☆アドベンチャー [26]
- ランブリングらぶりん？ [26]
- セツナボンバイエ [26]
- ガチ恋ロカビリー [26]

## メディア情報
- 全国のドン・キホーテ　バラエティグッズＣＭ出演・楽曲タイアップ[CM] [27]
- 東スポ掲載(2014.07)[web] [28]
- GirlsNews/アメーバニュース掲載(2014.07)[web][29][30]
- 「TopYell増刊号 TopYell Fire」(竹書房)掲載(2014.06)[雑誌][31]

### テレビ
- そんなバカなマン（フジテレビ）2015年11月11日、2016年9月14日